# Chevêchette à pieds jaunes
Glaucidium tephronotum
Espèce
Statut de conservation UICN

 LC  : Préoccupation mineure
Statut CITES
La Chevêchette à pieds jaunes (Glaucidium tephronotum) est une espèce d'oiseaux de la famille des Strigidae.

## Répartition
Cette espèce vit à travers l'Afrique équatoriale.

## Sous-espèces
D'après la classification de référence (version 14.1, 2024) de l'Union internationale des ornithologues, la Chevêchette à pieds jaunes possède 3 sous-espèces (ordre philogénique) :
- Glaucidium tephronotum tephronotum Sharpe, 1875 ;
- Glaucidium tephronotum pycrafti Bates, GL, 1911 ;
- Glaucidium tephronotum medje Chapin, 1932.